# Thysanopyga oroanda
Thysanopyga oroanda är en fjärilsart som beskrevs av Druce 1893. Thysanopyga oroanda ingår i släktet Thysanopyga och familjen mätare. Inga underarter finns listade i Catalogue of Life.